# Veronica sublobata
Veronica sublobata — вид квіткових рослин родини подорожникових (Plantaginaceae).

## Біоморфологічна характеристика
Це однорічна рослина. Стебла завдовжки 5–40(50) см, у нижній частині висхідні чи лежачі, волосисті. Листкові пластини від широко-яйцеподібної до майже округлої форми, 8–25 × 8–23 мм, неглибоко (3)5(7)лопатеві. Частки чашечки 4–6 мм завдовжки, по краю запушені. Віночок 4–5 мм в діаметрі, світло-блідо-фіолетовий (бузковий) з більш темними жилками. Коробочки 3–4 мм завдовжки й 4–6 мм ушир. Насіння розповсюджується мурахами.

## Поширення
Європа (Данія, Фінляндія, Велика Британія: Австрія, Бельгія, Швейцарія, Чехія, Німеччина, Угорщина, Нідерланди, Польща, Словаччина, Білорусь, Естонія, Литва, Латвія, Україна, Албанія, Болгарія, Італія, Румунія, Словенія, Франція).